# Трукстън (атомен крайцер, 1964)
„Трукстън“ (на английски: USS Truxtun (DLGN-35/CGN-35)) е атомен ракетен крайцер на ВМС на САЩ. Той е атомният аналог на ракетните крайцери от типа „Белнап“. До 1975 г. се класифицира като атомна фрегата (атомен ракетен лидер – Destroyer Leader Guided Nuclear). Основната задача на кораба се състои в осигуряването на ПВО и ПЛО на авионосните съединения. Построен е специално за взаимодействие с атомния самолетоносач „USS Enterprise (CVN-65)“ („Ентърпрайз“).

## История на създаването
Третият по ред атомен крайцер с УРО на ВМС на САЩ „Трукстън“ (USS Truxtun, CGN-35) е заложен на 17 юни 1963 г. в корабостроителницата New York Shipbuilding Corporation в Камдън, щата Ню Джърси.
Корабът носи името си в чест на комодора от ВМС на САЩ Томас Трукстън.
Спуснат е на вода на 19 декември 1964 г. („кръстници“ на кораба стават мисис Кирби Тепан и мисис Скот Умстед), влиза в строй на 27 май 1967 г. (първи командир – капитан 1 ранг Дейвид Уорк). Първоначално е класифициран като атомен ракетен лидер (англ. „destroyer leader“), през 1975 г. е прекласифициран на атомен крайцер с УРО.
С водоизместимост малко над 8500 тона, „Трукстън“ става най-малкият кораб с атомна енергетична установка в историята на ВМС на САЩ.

## Конструкция
Конструктивно крайцерът (първоначално класифициран като ракетен лидер на разрушители – DLGN) „Трукстън“ повтаря проекта на крайцерите от типа „Белнап“, снабдени с паротурбинна съдова енергетична установка. За разлика от последните, на крайцера „Трукстън“ са поставени 2 атомни реактора от типа D2G на фирмата „Дженерал Илектрик“. Аналогични реактори се поставят на крайцерите от типовете „Бейнбридж“, „Вирджиния“ и „Калифорния“. Поставянето на ЕУ от нов тип води до изменения в размерите му – атомният крайцер (към момента на проектирането и строежа – ракетен лидер на разрушители) става с 5,2 м по-дълъг и с 0,91 м по-широк от своите събратя от типа „Белнап“. Газенето му също расте с 0,61 м, а водоизместимостта с 1200 тона.
Ракетният лидер „Трукстън“ (DLGN-35) влиза в строй с въоръжение, състоящо се от 127-мм артилерийска установка Mark 42 в носовата част, на квартердека се намира ракетна пускова установка Mk 10 за ракетите RIM-2 Terrier (впоследствие системата Terrier е заменена с по-съвременните ракети RIM-67A Standard).
Артилерийското въоръжение се допълва от две сдвоени 76-мм оръдия, през 1980 г. заменени с ПУ Mk 141 за ПКР „Харпун“. Противолодъчното въоръжение изначално предвижда използването на безпилотния летателен апарат DASH, но през 1971 г. хангарът е приспособен за базиране на вертолети SH-2 Seasprite.

## Модернизации
В средата на 1980-те години крайцера преминава модернизация, в хода на която са поставени две нови АУ Mark 15 Phalanx CIWS и ново електронно-изчислително оборудване.

## Коментари
1. ↑  Всички данни са към момента на влизане в строй, привеждат се по справочника на Conway.
2. ↑  Буквите показват принадлежността към определен класː ВВ – линкор, СС, CL, СА – съответно линеен, лек или тежък крайцер, CV – самолетоносач, DD – разрушител, SS – подводница и т.н.